# Fonelas
Fonelas település Spanyolországban, Granada tartományban. Fonelas Pedro Martínez, Villanueva de las Torres, Guadix, Benalúa, Purullena és Huélago községekkel határos. Lakosainak száma 964 fő (2024).

## Népesség
A település népessége az elmúlt években az alábbi módon változott:
| Lakosok száma | 1154 | 1165 | 1145 | 1118 | 1093 | 1050 | 1016 | 978  | 955  | 964  |
|               | 2001 | 2004 | 2006 | 2009 | 2011 | 2014 | 2016 | 2019 | 2021 | 2024 |